# Misigiyo
Misigiyo ist ein Verwaltungsbezirk (Ward) des Distrikts Ngorongoro in der tansanischen Region Arusha.

## Geografie
Misigiyo liegt im Norden von Tansania rund 150 Kilometer Luftlinie westlich der Regionshauptstadt Arusha und angrenzend an den Ngorongoro-Krater. Die Grenze im Nordosten verläuft entlang der Nationalstraße T17, die vom Kraterrand nach Simiyu führt. Die höchste Erhebung ist der 3133 Meter hohe Lemagarut (auch Makarot genannt), von dem man eine gute Aussicht auf den Eyasisee im Süden, die westliche Wand des Grabenbruchs und im Nordwesten auf den Ndutu-See und die Ebene der Serengeti hat. Nach Südosten sieht man den 3206 Meter hohen Oldeani und im Osten den Ngorongoro-Krater.
Der Bezirk grenzt im Norden in einem Punkt an Olbalal, im Nordosten an Ngoile, im Südosten an Ngorongoro, im Süden an Eyasi und im Westen an  Enduleni. Er ist 263 Quadratkilometer groß und bei der Volkszählung 2022 lebten hier 6989 Menschen in 1664 Haushalten.

## Gliederung
Der Bezirk besteht aus drei Gemeinden (Mtaa) mit fünf Orten (Kitongoji):
| Kaitakiteng - Kaita Juu | Longoojo - Longoojo | Misigyo - Katekiteng - Misigyo/Olongojiok - Mokilal Ndores |

## Wirtschaft und Infrastruktur
- Gesundheit: In Misigiyo befindet sich eine staatliche Apotheke.[9]
- Straße: Die im Nordosten des Bezirks verlaufende nicht asphaltierte Nationalstraße T17 führt nach Osten über Makuyuni nach Arusha und nach Westen in die Regionen Simiyu und Mara.[10]